# 阪谷芳直
阪谷 芳直（さかたに よしなお、1920年1月10日 - 2001年9月3日）は、日本の銀行家・エコノミスト・思想史家・翻訳家。

## 経歴
愛知県生まれ。第一高等学校を経て、1943年に東京帝国大学法学部政治学科を卒業し、大蔵省に入省するも、海軍に応召し短期現役士官（主計中尉）となる。戦後は日本銀行に移り、その後日本輸出入銀行・アジア開発銀行に転じた。
2001年9月3日、肺腺癌のため死去。満81歳没（享年82）。

## 業績
勤務のかたわらライフワークとして中江丑吉の研究を行った。その一方で、後述の通り阪谷朗廬・芳郎父子、渋沢栄一、三島通庸らに連なる家系の出身であることから、自らの父祖に関する著作も残している。さらに父の従兄弟である渋沢敬三とも親しく、敬三から栄一の思い出話を聞くことも多かったこともあって敬三に関する著作もある。

## 家系
- 父方の曾祖父は阪谷朗廬、祖父は阪谷芳郎、父は阪谷希一。
- 朗廬以外の曾祖父は、父方の祖母阪谷琴子の父が渋沢栄一（4人の曾祖父のうち芳直が唯一生前に面識のあった人物である）、母方の祖父の父が三島通庸、母方の祖母の父が四条隆謌。母方の祖父は三島弥太郎。

## 系譜
阪谷家（阪谷家系図）
2代四郎兵衛の頃、延宝8年（1680年）検地帳に、2町6反7畝2歩（2.65ha）の田と1町5反4畝2歩（1.53ha）の畑を所有とある。3代治兵衛の頃には、田畑4町9反8畝（4.94ha）の地主になった。5代甚平（甚八）は同村友成の伊達家から婿養子に迎えられ、“中興の祖”となった。2町7反6畝7歩（2.74ha）の田と1町1反9畝7歩（1.19ha）の畑を所有して高合計24石となった。延享2年（1745年）に酒造を始め、天明5年（1785年）に250石仕込んだが、天明の飢饉により同6年に半減、同7年には3分の1まで減少した。領主戸川氏から坊主格を賜り、“坂谷”から“坂田”と改姓した。寛延2年（1749年）に御札座役となり札屋と呼ばれるようになった。
```
　　　　　　　　　　　　　　　　　　┏喜左衛門
四郎兵衛━━―四郎兵衛━━治兵衛━━┫
　　　　　　　　　　　　　　　　　　┗左治兵衛━━甚平━━甚兵衛宗房━━三五八良哉━━素三郎（朗廬）

```

```
　　　　　　　　┏━礼之介
　　　　　　　　┃
　　　　　　　　┣━次雄
　（朗廬）　　　┃
素（素三郎）━━╋━達三
　　　　　　　　┃
　　　　　　　　┣━芳郎━━━━━┳━希一━━━━━┳━正子
　　　　　　　　┃　　　　　　　　┃　　　　　　　　┃
　　　　　　　　┗━時作　　　　　┣━敏子　　　　　┣━朗子
　　　　　　　　　　　　　　　　　┃　　　　　　　　┃
　　　　　　　　　　　　　　　　　┣━和子　　　　　┣━芳直━━━━━┳━素子
　　　　　　　　　　　　　　　　　┃　　　　　　　　┃　　　　　　　　┃
　　　　　　　　　　　　　　　　　┣━俊作　　　　　┣━理子　　　　　┣━英子
　　　　　　　　　　　　　　　　　┃　　　　　　　　┃　　　　　　　　┃　
　　　　　　　　　　　　　　　　　┣━八重子　　　　┣━順子　　　　　┣━民子
　　　　　　　　　　　　　　　　　┃　　　　　　　　┃　　　　　　　　┃
　　　　　　　　　　　　　　　　　┣━千重子　　　　┣━春子　　　　　┗━綾子━━━━━┳━直樹
　　　　　　　　　　　　　　　　　┃　　　　　　　　┃　　　　　　　　　　　　　　　　　┃
　　　　　　　　　　　　　　　　　┗━総子　　　　　┗━秀直　　　　　　　　　　　　　　┗━裕璃
　　　　　                                                                                                                                 　　　　　　

```

## 著作

### 単著
- 『三代の系譜』みすず書房 1979年／洋泉社MC新書 2007年 解説佐野眞一
- 『ある戦中派「市民」の戦後』大和書房 1982年
- 『中江丑吉の肖像』勁草書房 1991年
- 『21世紀の担い手たちへ ある「戦中派」の感懐』勁草書房 1995年
- 『黎明期を生きた女性たち 幕末明治の阪谷・渋沢・三島・四条家』阪谷綾子編 吉川弘文館 2012年

### 編著
- 『兆民を継ぐもの 中江丑吉、鈴江言一追憶集』私家版 1960年
- 『中江丑吉の人間像 兆民を継ぐもの』鈴木正共編 風媒社 1970年、新版1980年
- 鈴江言一『中国革命の階級対立』平凡社〈東洋文庫〉（全2巻） 1975年、オンデマンド版2004年、校訂
- 『中江丑吉という人 その生活と思想と学問』大和書房 1979年
- 伊藤武雄ほか『われらの生涯のなかの中国 六十年の回顧』戴国煇共編 みすず書房 1983年
- 加藤惟孝『北京の中江丑吉 ある個性の記録』 勁草書房 1984年、オンデマンド版2013年、編著

### 翻訳
- ステヴァン・ハヴェリャーナ『暁を見ずに』井村文化事業社（フィリピン双書） 1976年
- ロデリック・スチュワート『医師ベチューンの一生』岩波書店（岩波現代選書） 1978年
- ジョシュア・フォーゲル『中江丑吉と中国 一ヒューマニストの生と学問』岩波書店 1992年
- キャロリーン・ブランデン／マーク・エルヴィン『図説世界文化地理大百科 中国』戴國煇、小島晋治共編訳 朝倉書店 1988年、新版2008年

## 参考
- 著者紹介ページ - 吉川弘文館